# Audiencia de formalización de la investigación
La audiencia de formalización de la investigación es un trámite procesal de la Reforma Procesal Penal de Chile, por la cual el Ministerio Público lleva a cabo la formalización misma. El artículo 229 del Código Procesal Penal de Chile lo define como "la comunicación que el fiscal efectúa al imputado, en presencia del juez de garantía, de que desarrolla actualmente una investigación en su contra respecto de uno o más delitos determinados". Esta audiencia es necesaria para la validez de la formalización, toda vez que la ley exige la presencia del juez de garantía durante el trámite, en el concepto legal mismo que entrega, y la delegación de las funciones de éste produce la nulidad de las mismas. Está regulada principalmente en el Párrafo 5° del Título I del Libro Segundo del Código Procesal Penal de Chile (artículos 229 a 236).

## Regulación
Este trámite es propio de la Reforma Procesal Penal, y por ende, no existía en el antiguo sistema criminal de Chile. En este, existía una resolución judicial llamada auto de procesamiento, que no era de cargo del fiscal (que no existía en el sistema antiguo, de corte inquisitivo), sino del juez, el cual sometía a proceso al imputado. A diferencia del auto de procesamiento, la formalización tiene una finalidad garantista, porque le permite al imputado enterarse de que está siendo objeto de una investigación, a fin de que prepare sus propias defensas.
- La solicitud de audiencia para la formalización de la investigación se regula en el artículo 231 del Código Procesal Penal.
- La audiencia misma se regula en el artículo 232 del Código Procesal Penal.

El no ser una resolución judicial le otorga también a la formalización la característica de no poder ser objeto de recursos en su contra, a contrario sensu de lo que dispone el artículo 352 del Código Procesal Penal. De todas maneras, el imputado tiene la posibilidad de reclamar ante las autoridades del Ministerio Público, de una formalización llevada a cabo en su contra, cuando considere que esta es arbitraria (artículo 232 inciso final del Código Procesal Penal).
La formalización debe llevarse a cabo en una audiencia especial, llamada audiencia de formalización de la investigación. Cualquier otra comunicación que el Ministerio Público dirige al imputado, en términos de considerarle como hechor de un determinado hecho delictivo, no constituye formalización para ningún efecto práctico.

## Solicitud de audiencia
La audiencia de formalización de la investigación puede ser pedida tanto por el Ministerio Público, como por el propio imputado.

### Solicitud por parte del Ministerio Público
- En principio, es facultativa para el fiscal, que puede elevarla en cualquier tiempo. Con todo, para que la secuela del procedimiento sea exitosa, debe hacerla dentro del plazo de prescripción de la responsabilidad penal, para evitar el sobreseimiento de la causa.
- El fiscal está obligado, o al menos tiene la carga, de formalizar en los siguientes casos:
  - Pretende solicitar la realización de medidas intrusivas de investigación.[3]
  - Pretende la recepción anticipada de prueba.[4]
  - Pretende la aplicación de medidas cautelares sobre el sospechoso.[4]

### Solicitud por parte del imputado
El imputado puede estimar que ha sido afectado por una investigación no formalizada. En este caso, puede pedirle al juez que ordene al fiscal informar respecto de los hechos que fundamentan dicha investigación. En este caso, el juez de garantía fijará fecha para la correspondiente audiencia, o bien fijará un plazo para que el Ministerio Público formalice.

### Contenido de la solicitud
El fiscal debe pedir la realización de una audiencia para formalizar al imputado, señalando lo siguiente en su solicitud:
- Individualización del imputado.
- Indicación del delito que se le atribuye (incluyendo si fue cometido en grado de tentativa, consumado o frustrado).
- Fecha y lugar de la comisión de dicho delito.
- Grado de participación que se le atribuye al imputado (es decir, si ha obrado como autor, cómplice o encubridor).

Con todo, si la formalización está siendo efectuada en contra de un detenido, y se trata de la primera audiencia de éste, el fiscal puede formalizar sin más, siempre que cumpla con los siguientes requisitos:
- Debe contar con los antecedentes necesarios.
- Debe encontrarse presente el defensor del imputado.

De todas maneras, en esta última hipótesis, si el fiscal o el asistente del fiscal no puede obrar de este modo, puede pedir una ampliación del plazo de detención, hasta por tres días. Esta ampliación procede a discreción del juez, en virtud del mérito de los antecedentes, salvo que la detención practicada haya sido ilegal. Sin embargo, incluso en este último caso, nada obsta a que el detenido pueda ser formalizado con posterioridad (sólo que, en el minuto, tendrá que ser dejado libre).

## Obligación de formalizar
El juez debe fijar una fecha para la audiencia respectiva, y citar a todos los intervinientes a ella.

### Necesidad de proseguir con la investigación
La formalización es, en principio, facultativa para el Ministerio Público, según cómo vaya conduciendo la investigación y qué responsabilidades penales vayan emergiendo en el proceso. Sin embargo, hay situaciones que obligan al Ministerio Público a formalizar, o mejor dicho, en las cuales este debe formalizar como requisito previo para otras actividades procesales. Estas están contempladas en el artículo 230 del Código Procesal Penal:
- El fiscal debe requerir la intervención judicial para la práctica de determinadas diligencias de investigación. Esta norma debe correlacionarse con el principio general según el cual "toda actuación del procedimiento que privare al imputado o a un tercero del ejercicio de los derechos que la Constitución asegura, o lo restringiere o perturbare, requerirá de autorización judicial previa".[7] Es decir, si la investigación de un delito requiere efectuar alguna medida intrusiva, entonces es obligatoria la formalización, para así evitar la indefensión del imputado frente a la violación de sus derechos constitucionales.
- Recepción anticipada de prueba. Esta situación puede producirse en caso de que una prueba corra riesgo inminente de desaparecer antes de llevarse a cabo el juicio penal.
- Resolución sobre medidas cautelares. Las medidas cautelares, por definición, afectan derechos de las personas, de manera que requieren formalización previa al imputado para que éste se entere de los motivos que llevan a la adopción de dichas medidas.

### Formalización con requisito procesal
Ciertos procedimientos judiciales sólo pueden ser llevados a cabo si previamente se ha llevado a cabo la formalización del imputado. Estos son:
- El llamado a juicio inmediato (artículo 235 del Código Procesal Penal).
- La suspensión condicional del procedimiento y el acuerdo reparatorio (artículo 245 del Código Procesal Penal).

## La formalización y los plazos
Correlacionando lo dispuesto en el Código Penal y en el Código Procesal Penal, es posible colegir que, efectuado un delito, o al menos la tentativa del mismo, comienza a correr un plazo de prescripción de la responsabilidad penal, que será de quince años para los crímenes a los que la ley impone pena de presidio, reclusión o relegación perpetuos, de diez años para los demás crímenes, de cinco años para los simples delitos, y de seis meses para las faltas. Por lo tanto, dentro de ese plazo es perfectamente posible iniciar una investigación criminal por un hecho que revista caracteres de delito. Si dentro del mismo se llega a formalizar a un imputado, se suspende respecto de este, Con todo, esta misma formalización que suspende la prescripción penal, abre el período de dos años en el cual el fiscal debe declarar cerrada la investigación, bajo apercibimiento de que se dicte sobreseimiento definitivo en la misma. Transcurrido ese plazo, al fiscal sólo le resta entonces, si es que quiere seguir adelante con el procedimiento, deducir acusación en contra del imputado.
Todo lo anterior no es sino la aplicación de un principio más general, que rige a la prescripción en todo ámbito, y que se refiere a la necesidad de asegurar, por el paso del tiempo, la necesaria seguridad y estabilidad en el ejercicio y goce de los derechos. De ahí todo este sistema, encaminado a permitir que pasado el tiempo, el hechor pueda reintegrarse pacíficamente a la sociedad, siempre que observe buena conducta posterior al delito, o bien el no mantenerlo permanentemente en suspenso sobre su situación penal o procesal, en caso de dirigírsele una investigación en su contra.

## Efectos de la formalización
El artículo 233 del Código Procesal Penal señala cuáles son los efectos de la formalización:
- Suspende el curso de la prescripción de la acción penal, según lo dispuesto en el artículo 96 del Código Penal de Chile.
- Comienza a correr el plazo de dos años para que el fiscal declare cerrada la investigación (artículo 247 del Código Procesal Penal).
- El Ministerio Público pierde la facultad de archivar provisionalmente el procedimiento. Esta es, según el artículo 167 del Código Procesal Penal, la facultad de archivar provisionalmente aquellas investigaciones en las que no aparecieren antecedentes que permitan desarrollar actividades conducentes al esclarecimiento de los hechos.

## Tramitación de la audiencia
- La audiencia es iniciada por el juez de garantía, dándole la palabra al fiscal, para que exponga en forma verbal:
  - Los cargos que presenta en contra del imputado (incluyendo individualización completa, delito atribuido, fecha y lugar de comisión del mismo, y el grado de participación).
  - Las solicitudes que el fiscal estime procedentes para que el juez, a su criterio, decrete. Esto incluye la eventual prisión preventiva, otras medidas cautelares alternativas, diligencias de investigación que requieran autorización judicial (típicamente, aquellas que afectan derechos y garantías del imputado), recepción de prueba anticipada, etcétera.
- El juez otorga entonces la palabra al imputado, que puede manifestar lo que crea conveniente. Esto incluye, por ejemplo, rebatir las peticiones del fiscal, solicitar nueva fecha para audiencia y preparar su defensa frente a las imputaciones, ejercer derechos o garantías constitucionales o legales, pedir que se cierre la investigación dentro de determinado plazo, etcétera.
- El juez ofrece entonces la palabra a la víctima y al querellante, para que éstos hagan las peticiones que estimen procedentes.
- El juez, mediante resolución fundada, resuelve entonces sobre todas las cuestiones planteadas por los intervinientes en la audiencia.

## Impugnación de la audiencia
- Al no ser la formalización una resolución judicial, sino una simple comunicación, no cabe recurso en contra de ésta.
- Con todo, el imputado puede reclamar ante el Ministerio Público, sobre una formalización que estime arbitraria.